# Sinaiglansstare
Sinaiglansstare (Onychognathus tristramii) är en fågel i familjen starar inom ordningen tättingar som förekommer i delar av Mellanöstern.

## Kännetecken

### Utseende
Sinaiglansstaren är en slank och långstjärtad stare med en kroppslängd på 24-27 centimeter. Den är i stort sett helsvart, skimrande blålila i vissa vinklar. I flykten syns iögonfallande lysande kopparfärgande vingfält, på sittande fågel endast synliga som smala band på vingkanten. Könen liknar varandra, men honan har gråtonat huvud och hals med vissa streck eller fläckar.

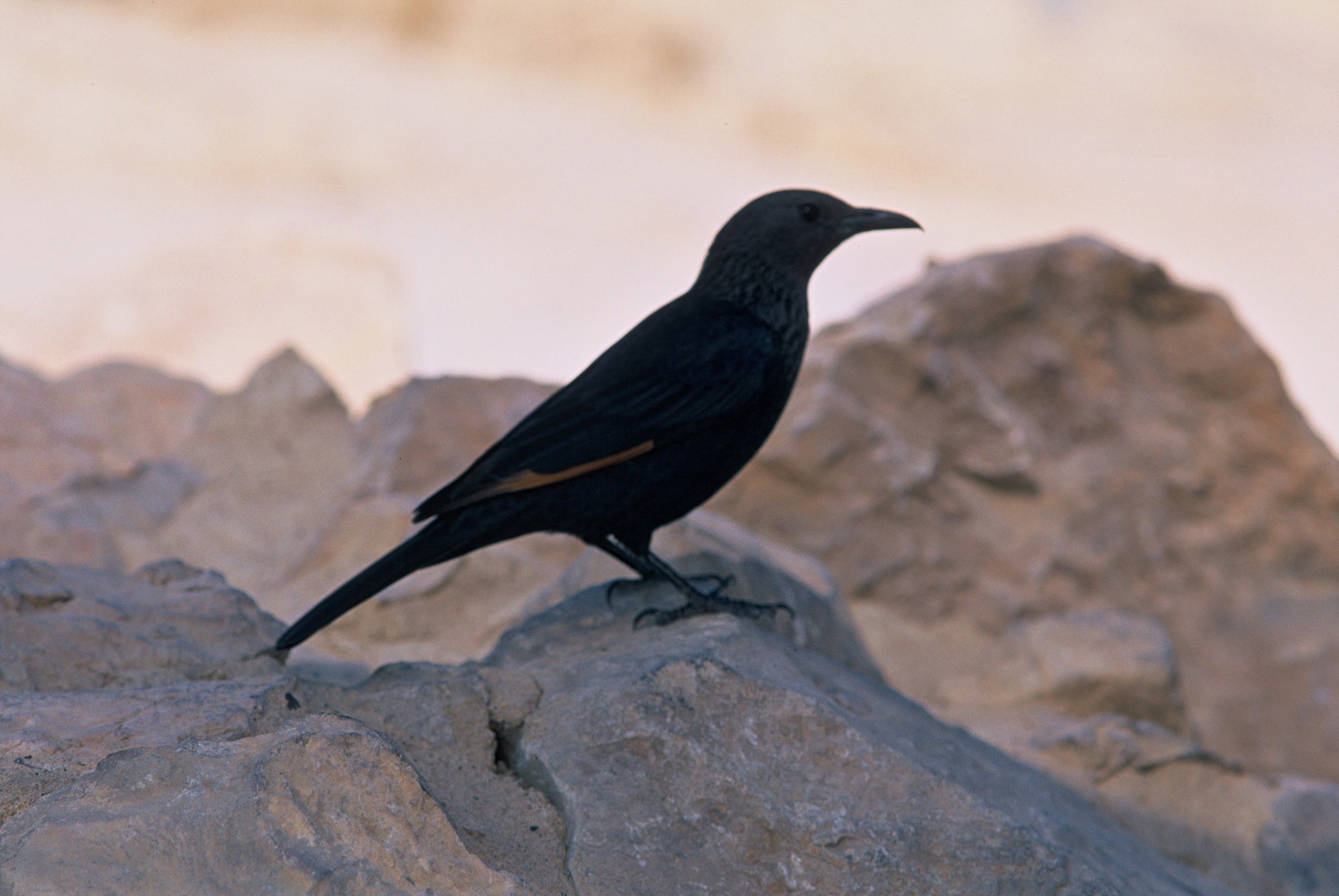
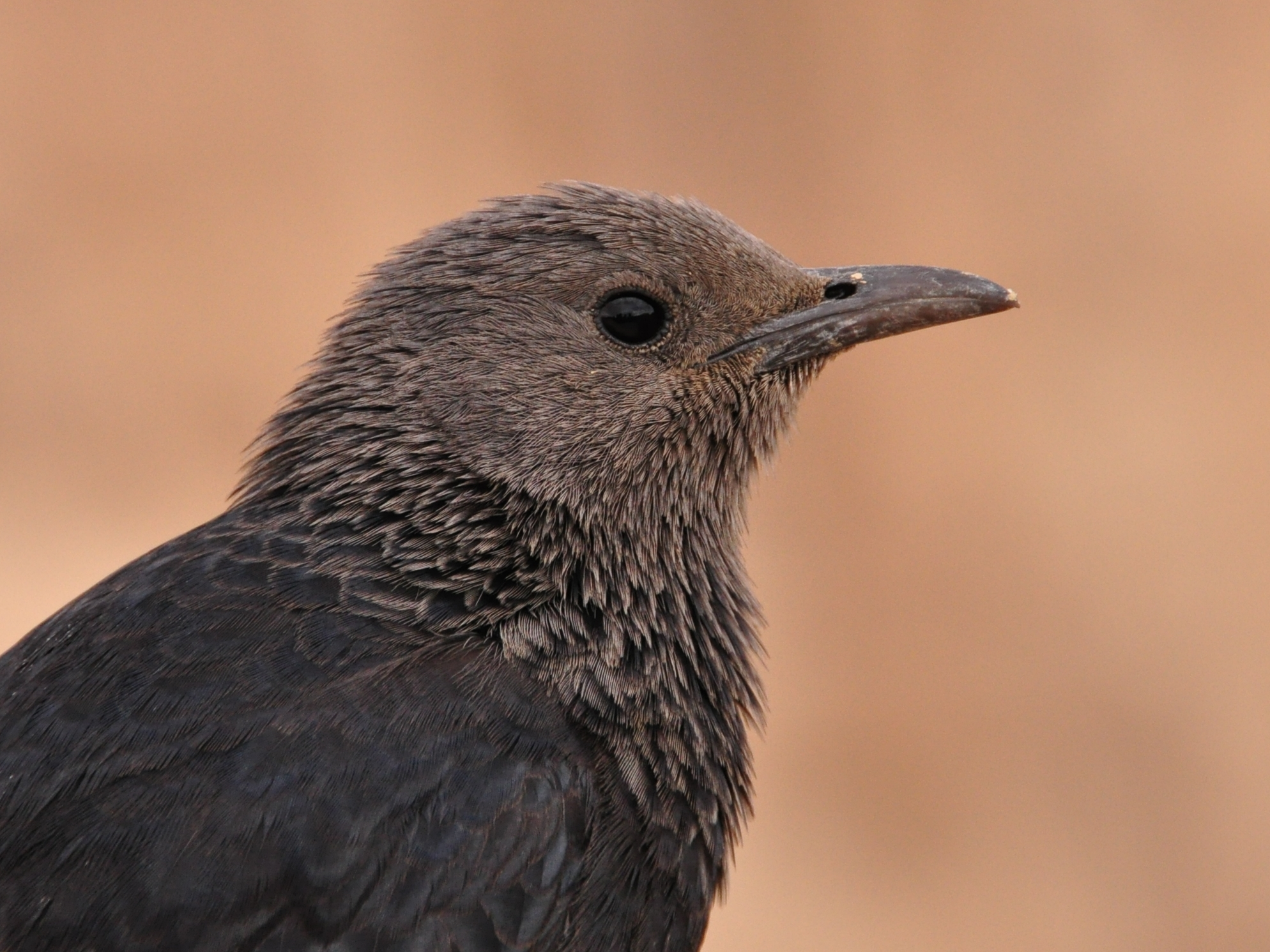

### Läten
Arten är mycket högljudd och talför med karakteristiska glissando liknande vid busvisslingar eller sinusvågor i en gammal radio.Den varnar med ett skrän likt sommargylling, medan sången är lågmäld, gnisslig och skrapig.

## Utbredning
Sinaiglansstaren förekommer från sänkan runt Döda havet och västra Arabiska halvön till Jemen och södra Oman. Den behandlas som monotypisk, det vill säga att den inte delas in i några underarter.

## Levnadssätt
Sinaiglansstaren trivs kring raviner i karga bergstrakter, där den ses i små sällskap utom under häckningen. Den besöker dock ibland odlingar på lägre nivåer, på jakt efter insekter, bär och frukt. Boet placeras i ett hål i en bergvägg. Den häckar monogamt från mars till juni i Israel, ibland i kolonier, och lägger ofta en andra kull.

## Status och hot
Arten har ett stort utbredningsområde och en stor population med stabil utveckling. Utifrån dessa kriterier kategoriserar IUCN arten som livskraftig (LC). Världspopulationen har inte uppskattats men den beskrivs som vanlig eller mycket vanlig.

## Namn
Fågelns vetenskapliga artnamn hedrar den brittiske ornitologen och prästen Henry Baker Tristram (1822-1906).